# Alex Pombo
Alex William Pombo Silva (São Paulo, 21 de julio de 1988) es un deportista brasileño que compite en judo. Ganó tres medallas en el Campeonato Panamericano de Judo entre los años 2014 y 2016.

## Palmarés internacional
| Campeonato Panamericano | Campeonato Panamericano | Campeonato Panamericano | Campeonato Panamericano |
| Año                     | Lugar                   | Medalla                 | Categoría               |
| ----------------------- | ----------------------- | ----------------------- | ----------------------- |
| 2014                    | Guayaquil (Ecuador)     | Medalla de oro          | –73 kg                  |
| 2015                    | Edmonton (Canadá)       | Medalla de oro          | –73 kg                  |
| 2016                    | La Habana (Cuba)        | Medalla de plata        | –73 kg                  |